# Wallace và Gromit: Lời nguyền của ma thỏ
Wallace và Gromit: Lời nguyền của ma thỏ (tiếng Anh: Wallace & Gromit: The Curse of the Were-Rabbit) là một bộ phim hài siêu nhiên hoạt hình bằng đất sét stop-motion năm 2005 do hãng phim Aardman Animations của Anh hợp tác với hãng DreamWorks Animation của Mỹ sản xuất. Là một bộ phim nhại lại những bộ phim kinh điển về quái vật và phim kinh dị Hammer Horror, đồng thời cũng là một phần của loạt phim Wallace and Gromit, do Park tạo ra.  Phim theo chân nhà phát minh phô mai tốt bụng nhưng lập dị, yêu thích pho mát là Wallace và Gromit, chú chó câm thông minh của ông trong dự án mới nhất của họ với tư cách là nhân viên kiểm soát dịch hại, khi họ đến giải cứu một ngôi làng bị thỏ quấy phá trước một cuộc thi rau hàng năm.

## Nội dung
Khi cuộc thi trồng rau khổng lồ hàng năm của Tottington Hall sắp đến gần, nhà phát minh yêu thích pho mát Wallace và chú chó Gromit của ông đã cung cấp một doanh nghiệp kiểm soát dịch hại nhân đạo được gọi là "Anti-Pesto", bảo vệ vườn rau của mọi người khỏi bầy thỏ. Vào một buổi tối, sau khi bắt những con thỏ được tìm thấy trong vườn của Tottington, Wallace sử dụng hai phát minh mới nhất của mình, "Bun-Vac 6000" và "Mind Manipulation-O-Matic" để tẩy não chúng thành những loại rau không ưa. Mọi chuyện suôn sẻ cho đến khi Wallace vô tình đặt Bun-Vac thành "BLOW", và não của anh ta được hợp nhất với não của một con thỏ, buộc Gromit phải tiêu diệt Mind-O-Matic. Việc chuyển nhượng dường như đã có kết quả, vì con thỏ tỏ ra không quan tâm đến rau. Họ đặt tên cho con thỏ là Hutch và đặt nó vào một cái lồng.
Đêm đó, một con thỏ khổng lồ ngấu nghiến nhiều rau của mọi người và bộ đôi không phản ứng kịp. Trong một cuộc họp thị trấn vào ngày hôm sau, sinh vật được tiết lộ là ma thỏ. Thợ săn Victor Quartermaine đề nghị bắn sinh vật này, nhưng Tottington thuyết phục người dân thị trấn cho Wallace và Gromit cơ hội thứ hai. Sau khi Anti-Pesto cố gắng bẫy con thỏ không thành công, Wallace nghi ngờ rằng Hutch là quái thú và Gromit nhốt anh ta trong một chiếc lồng an toàn cao. Gromit sau đó lần theo dấu chân vào phòng ngủ của Wallace và tìm thấy một đống rau ăn dở bên trong, cho thấy Wallace là thủ phạm thực sự.
Sau khi ăn mừng thành công với Tottington, Wallace bị Victor dồn vào rừng, người luôn tranh giành tình cảm của Tottington. Wallace biến thành ma thỏ dưới ánh trăng tròn và bỏ trốn. Bây giờ nhìn thấy cơ hội hoàn hảo để loại bỏ đối thủ của mình, Victor lấy được ba viên đạn vàng "24 củ cà rốt" từ cha sở của thị trấn là Reverend Clement Hedges, để sử dụng chống lại Wallace.
Vào ngày diễn ra cuộc thi trồng rau, Gromit tiết lộ với Wallace rằng thí nghiệm đã hoán đổi tính cách của anh và Hutch, người thứ hai hiện đang mang những đặc điểm con người của mình và là người duy nhất có thể sửa chữa Mind-O-Matic. Tottington đến thăm và thông báo cho Wallace về kế hoạch của Victor, khi mặt trăng mọc, Wallace bắt đầu biến đổi một lần nữa và vội vàng buộc Tottington phải rời đi. Victor đến và định bắn Wallace bằng những viên đạn vàng, nhưng Gromit đã giúp Wallace trốn thoát. Khi Victor đã biến mất, Gromit và Hutch nghĩ ra một kế hoạch để cứu Wallace.
Tại cuộc thi, sau khi sử dụng hết số đạn vàng của mình, Victor lấy chiếc cúp Cà Rốt Vàng để làm đạn dược. Wallace mang Tottington trên đỉnh Tottington Hall và tiết lộ danh tính thực sự của mình cho cô ấy. Trong khi đó, Gromit khuất phục Philip (con chó của Victor), trong một trận không chiến bằng máy bay lấy từ một điểm tham quan công bằng. Gromit sau đó lái máy bay của mình vào làn đạn của Victor khi anh ta bắn vào Wallace, khiến viên đạn trúng máy bay. Chiếc máy bay bị hư hỏng rơi xuống và Wallace nhảy lên đỡ lấy Gromit, hy sinh bản thân để anh ta rơi vào lều pho mát. Gromit nhanh chóng cải trang Victor thành ma thỏ, khiến Philip và người dân thị trấn đuổi anh ta đi.
Wallace biến hình trở lại bình thường và dường như đã chết, nhưng Gromit đã "hồi sinh" anh ta bằng pho mát Stinking Bishop, hóa giải lời nguyền của ma thỏ. Tottington trao giải Cà Rốt Vàng cho Gromit vì lòng dũng cảm của chú.
Ngày hôm sau, Wallace và Gromit đưa bầy thỏ trở lại khu đất của Tottington Hall và biến khu đất ấy thành khu bảo tồn thiên nhiên cho Hutch và những con thỏ khác.